# Sega Master System
A Sega Master System egy harmadik generációs otthoni videójáték-konzol, amit a Sega gyártott. A konzol először Japánban jelent meg 1985. október 20-án Sega Mark III néven, Észak-Amerikában 1986-ban, Európában pedig 1987-ben.

## Technikai specifikációk
- CPU: 8 bites Zilog Z80 3,546893 MHz (PAL/SECAM) 3,579545 MHz (NTSC)
- Grafika:Texas Instruments TMS9918
  - max. 256x240 képpontos felbontás 32 szín
- Hang: Texas Instruments SN76489 programozható hanggenerátor, Yamaha YM2413 FM csip a japán verzióban
- RAM: 8 KiB
- VRAM: 16 KiB

## Játékok
A konzolra összesen 341 játék jelent meg, a legtöbb példányban eladott játék az Alex Kidd in Miracle World volt, ami beépítve megtalálható a Master System II-ben.

## Változatok

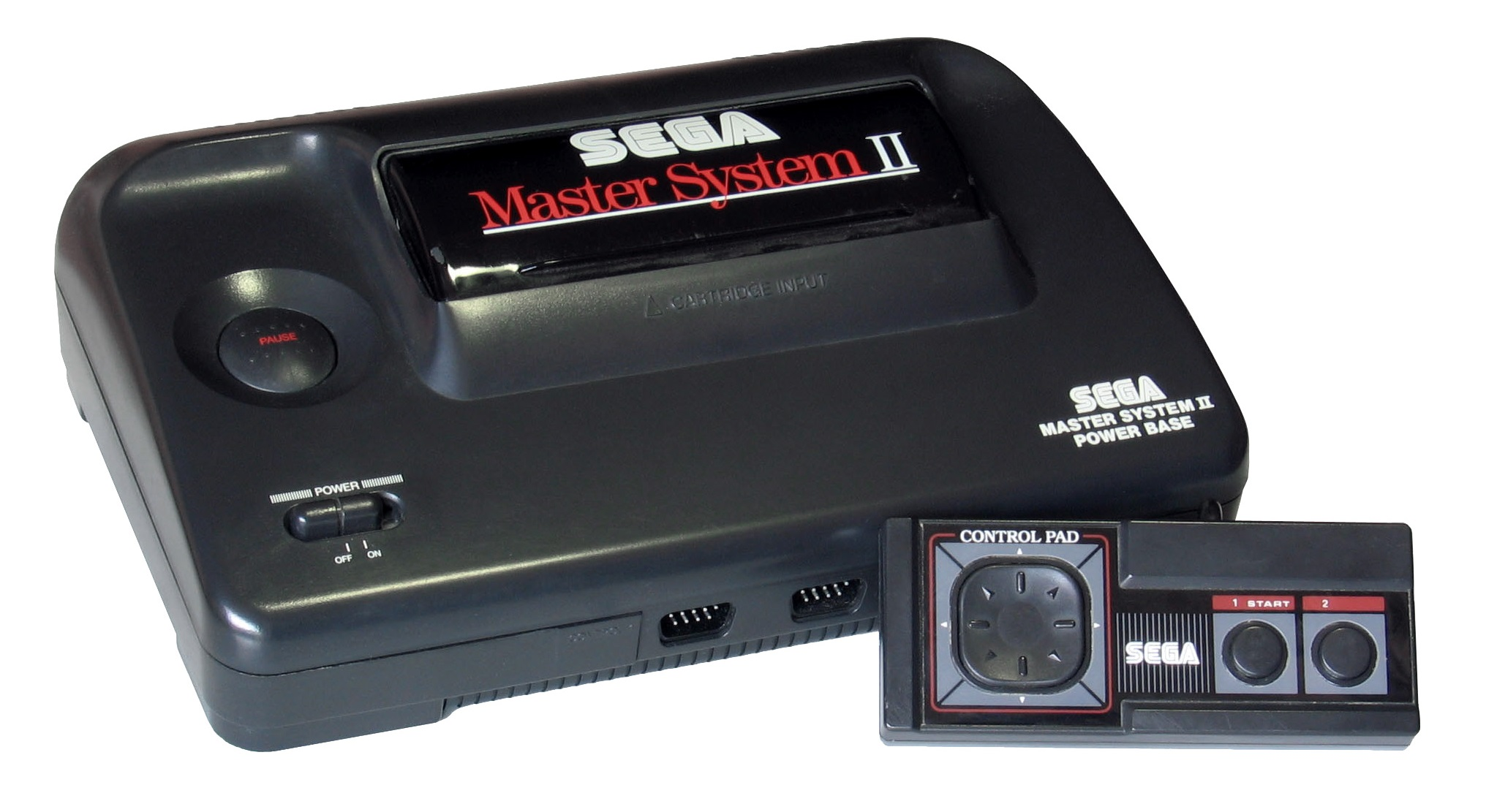
Egy PAL rendszerű Master System II

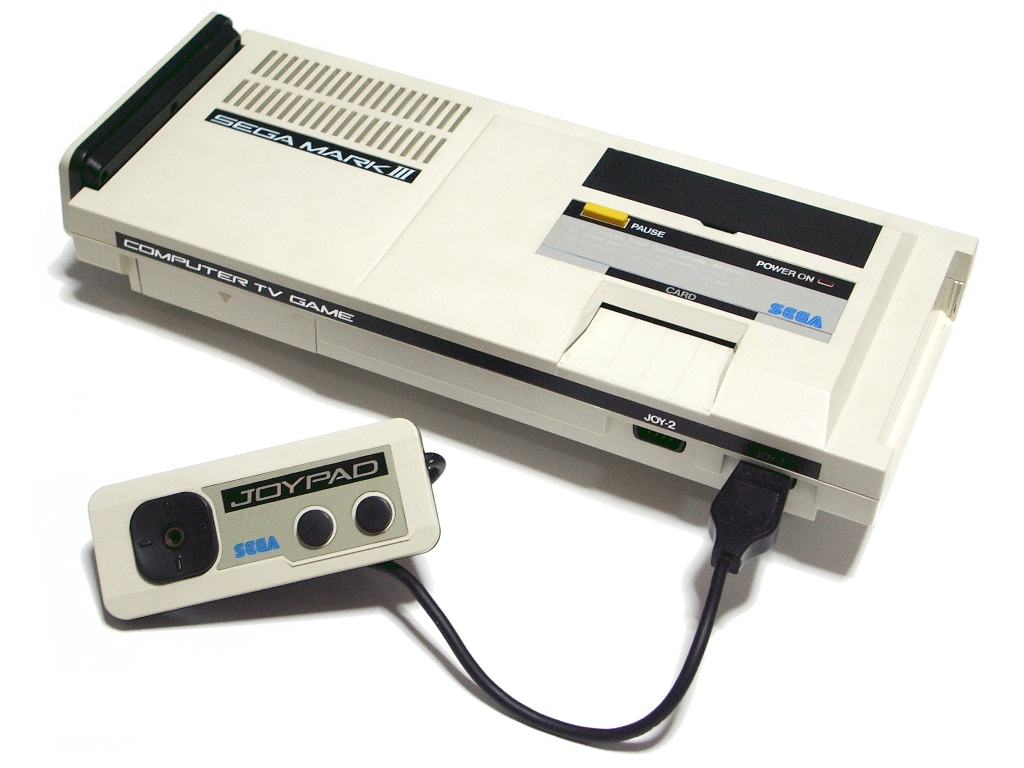
A japán Sega Mark III visszafelé kompatibilis az SG-1000-rel